# Freddy Carter

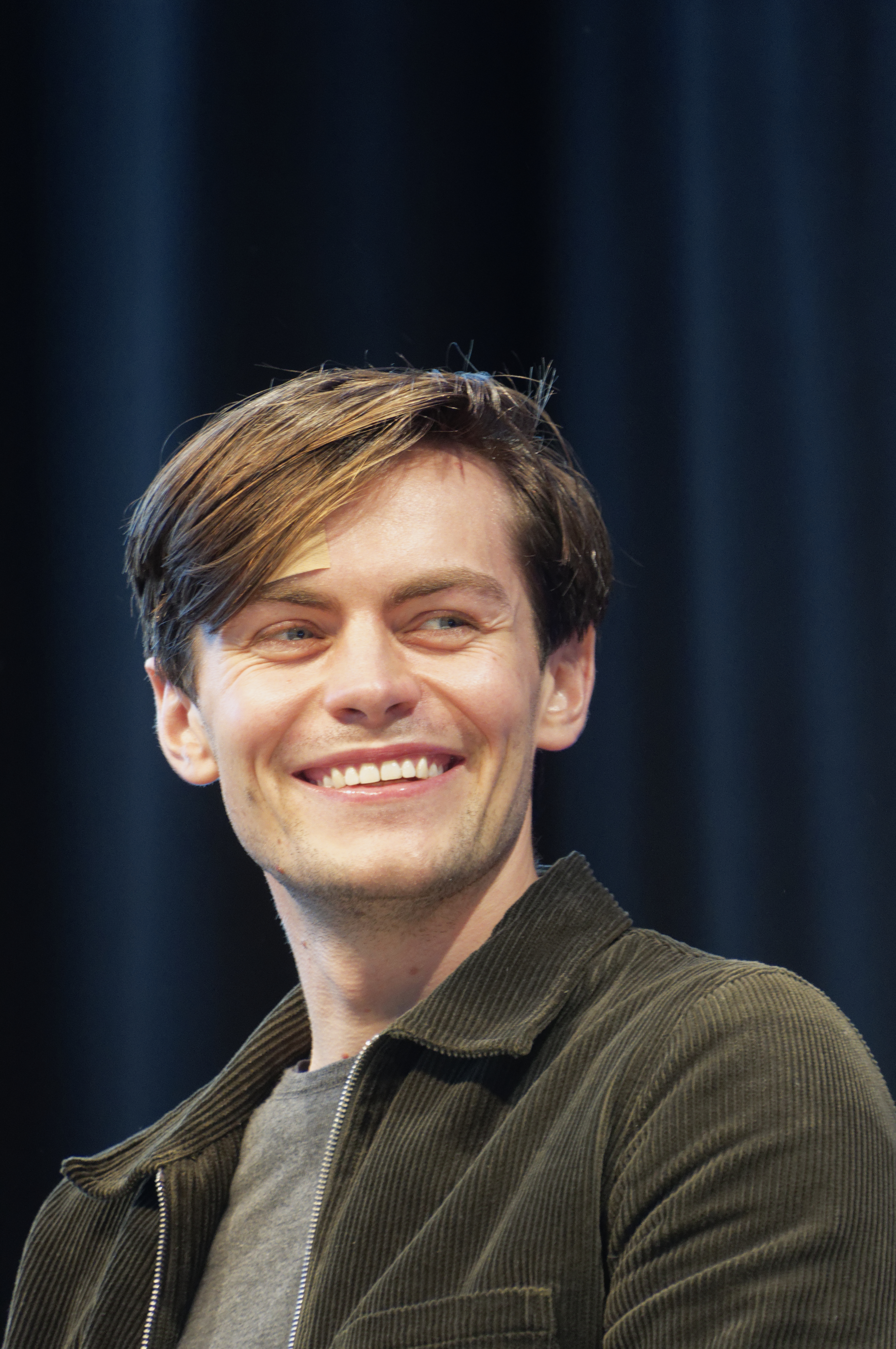
Freddy Carter 2021

Freddy James Carter (* 27. Januar 1993 in Plymouth, Devon) ist ein britischer Schauspieler. Er spielt die Rolle des Kaz Brekker in der Netflix-Fantasy-Serie Shadow and Bone – Legenden der Grisha. Von 2017 bis 2019 spielte er die Rolle des Pin Hawthorne in der Netflix-Dramaserie Free Rein.

## Leben
Carter wuchs in Somerset auf. Er verbrachte auch einige Zeit seiner Kindheit in Zypern und den Vereinigten Staaten. Sein älterer Bruder ist der Schauspielkollege Tom Austen; sie haben auch einen mittleren Bruder. Sie gingen am Queen’s College in Taunton zur Schule. Carter machte dann eine Schauspielausbildung an der Oxford School of Drama, die er 2015 abschloss.
Nach seinem Abschluss spielte Carter im Ensemble des Rose Theatre Kingston in der Produktion The Wars of the Roses unter der Regie von Trevor Nunn. Carter gab sein Leinwanddebüt als Soldat in dem DC-Comics-Film Wonder Woman aus dem Jahr 2017. Im selben Jahr landete Carter seine erste große Rolle als Hauptfigur Peter „Pin“ Hawthorne in der Netflix-Serie Free Rein. Diese Rolle spielte er auch in den Weihnachts- und Valentinsspecials. 2018 spielte er die Rolle des Alexander Flint in der Bühnenproduktion von Harley Granville-Barkers Agnes Colander im Ustinov Studio am Theatre Royal in Bath. Carter spielte dann 2018 Ellis im Horrorfilm The Convent.
Im Jahr 2019 schrieb und inszenierte Carter seinen ersten Kurzfilm No. 89. Außerdem hatte er eine Hauptrolle als Tom in der Channel-5-Miniserie 15 Days und eine wiederkehrende Rolle als Jason Ripper in der amerikanischen DC-Comics-Serie Pennyworth. Im Oktober 2019 wurde bekannt gegeben, dass Carter 2021 die Hauptrolle als Kaz Brekker in der Netflix-Serie Shadow and Bone – Legenden der Grisha übernehmen würde.

## Filmografie

### Filme
- 2017: Wonder Woman
- 2018: The Convent
- 2018: Free Rein: The 12 Neighs of Christmas
- 2019: Free Rein: Valentine's Day
- 2019: No. 89 (Regisseur und Drehbuchautor)

### Serien
- 2017–2019: Free Rein
- 2019: 15 Days
- 2019: Pennyworth
- 2021–2023: Shadow and Bone – Legenden der Grisha
- 2017: Zoe and Raven

## Theater
- 2015: The Wars of the Roses
- 2016: Der Sturm
- 2018: Agnes Colander